# Valeri Lvov
Valeri Konstantínovich Lvov (en ruso: Валерий Константинович Львов; Cheboksary, RSFS de Rusia; 20 de febrero de 1953 – 24 de mayo de 2025) fue un boxeador ruso de la categoría de peso wélter.

## Carrera
Participó en el Campeonato Europeo de Boxeo Aficionado donde ganó la medalla de plata en la categoría de peso wélter donde perdió la final ante Simion Cuţov de Rumania. También compitió en el Campeonato Mundial de Boxeo Aficionado de 1978 donde ganó la medalla de oro en la categoría de peso superwélter venciendo en la final a Mehmet Bogujevci de Yugoslavia.